# ميان خاتون
ميان خاتون بنت عبدي بك بن حسين بك بن علي بك بن حسن بك (بالكردية: Meyan Xatûn‏) (1873-1956) اليزيدية أيضاً واحدة من النساء اللواتي استطاعت أن تلعب دوراً هاماً في إدارة شؤون أقليتها الدينية، وهي تنتمي إلى سلالة أمراء الطائفة اليزيدية.
ولدت في قرية باعذرة التابعة لقضاء الشيخان بمحافظة نينوى في شمال العراق، في عام 1873 تقريبا ً، وتربت في بيت الامارة اليزيدية في باعذرة، وتلقت بصورة عفوية مبادئ الديانة اليزيدية ومن ثم تقاليد الامارة، تزوجت من ابن عمها الأمير علي بك بن حسين بك، والذي كان دائماً ما يستشيرها في كثير من الأمور في بداية حياتهما الزوجية.

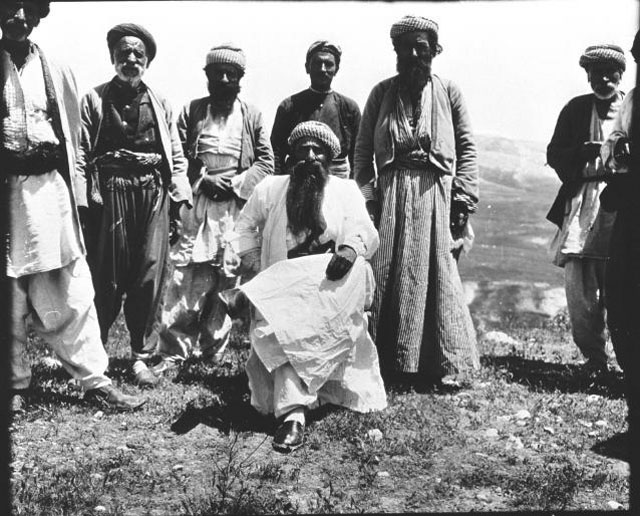
مير علي بك زوج ميان خاتون 1909

نفي زوجها إلى مدينة (سيواس) عام 1894م بعد رفضه لطلب قائد الجيش العثماني الفريق عمر وهبي باعتناق الإسلام، فتبعته ميان خاتون، وبقيت معه هناك لمدة ثلاث سنوات، ثم عادا بعدها إلى بلدهما، حيث أضحت شعبيتهما واسعة بسبب ذلك الحدث.
بعد عودتهما زاد نشاطها في إدارة شؤون الامارة مع زوجها، وفي أيار 1909م زارت الكاتبة البريطانية الشهيرة (المس بيل) منزل الأمير علي بك في قرية باعذرة، وتعرفت على زوجته ميان خاتون وأعجبت بها.
أغتيل زوجها علي بك عام 1913م وخلف وراءه إبنه (سعيد بك) ذو الـ(12) عاماً فقط، وكان هذا العمر غير مناسب للامارة من جهة، ومن جهة أخرى كان تنصيب الأمير يحتاج غلى موافقة غالبية وجهاء ومتنفذي الطائفة الأيزيدية، إضافة إلى أن هذا المنصب كان مطمح للكثير من أفراد عائلة الامارة، لكن ميان خاتون بفطنتها وعلاقاتها استطاعت أن تقنع كلاً من الحكومة العراقية وكذلك وجهاء ومتنفذي اليزيديين بتنصيب إبنها (سعيد بك) كأمير لليزيديين وأن تكون هي الوصية على إبنها الأمير، وبذلك أصبحت ميان خاتون صاحبة السلطة الفعلية، وتمكنت من إدارة الأمور بكل قدرة ودراية وبشهادة اليزيديين وغير اليزيديين، فقضت على جميع المنافسين الطامعين في منصب الأمير وحصرت الامارة في يد إبنها.
في تموز من عام 1944م توفي الأمير سعيد بك وخلف خمسة أبناء وثلاث بنات(6).. اختارت ميان خاتون هذه المرة حفيدها (تحسين) للامارة لأن أمه كانت أيضاً من سلالة الأمراء، رغم أنه آنذاك لم يكن يتجاوز الثالثة عشر من العمر، وكان له أخوان يكبرانه عمراً، ولكن ميان تمكنت خاتون مرة أخرى أن تحوز على رضا الوجهاء والمتنفذين، ومن ثم اصطحبت حفيدها إلى بغداد لتحصل على موافقة ملك العراق، وصارت وصية على حفيدها هذه المرة إلى أن بلغ سن الرشد أي أصبحت هي الحاكمة الفعلية للطائفة وللمرة الثانية.
لم يقتصر تقدير واحترام ميان خاتون على اليزيديين فقط، بل تعدى ذلك إلى وجهاء المنطقة عامة وكذلك السلطة، وكان لها المقدرة على نقل أو إبقاء قائمقام في السلطة أو غيره من كبار الموظفين. حتى انها في إحدى المرات رفضت طلباً للحكومة العراقية من اليزيديين بالقتال ضد ثورة بارزان عام 1945 بل بالعكس، حيث سعت إلى الاتصال بالزعيم الكردي مصطفى البارزاني وكلفت أحد اتباعها الاتصال به مباشرةً وكان عمرها آنذاك يتجاوز السبعين وكان صعباً لامرأة مثلها القيام بمثل تلك الأنشطة، وفي تلك الأيام بالذات ليس بين اليزيديين فقط، بل في المنطقة كلها.
كانت ميان خاتون تتمتع بنفوذ عظيم ولا يجرؤ أحد أن يخالف لها أمراً، الكل يرهبونها... فإذا حضرت مجلسها ترى آثار العظمة والنبل تلوح عليها، وهي كثيرة التشاؤم لا تثق بأحد، شديدة الإمساك، لا يفلت من يدها فلس، على رغم كثرة مواردها، فيها مكر وخداع، لا يؤمن لها جانب، وقد تقسو على من يقف في سبيلها.
كانت الأميرة ميان خاتون إذا حضرت مجلساً ما، نهض الجميع أمامها احتراماً، وكانت تتقدم الآخرين لاستقبال ضيوف الأمير من رؤساء العشائر الكردية والعربية أو من رجال السلطة كالوزراء والمسؤولين، تجالسهم وتناقشهم. كانت تدخن، ولا تحمل السلاح، كذلك كانت تهوى سماع الأغنية الكردية في مجلسها وخاصة المطارحات الغنائية، لكنها كانت ترفض أن يمتدحها أحد بالغناء، وكانت كثيراً ما تساعد الفقراء، فكانت تأمر بشراء عشرات أطوال القماش من الموصل في أيام الغلاء لتوزيعها على الفقراء والمساكين، ويقال أنها أمرت مرة باعداد زاد الغداء لعدد من أفواج المشاة في العهد الملكي، حيث كانت قد قدمت إلى منطقة الشيخان لغرض التدريب والفرضيات، وكثيراً ما كانت تقدم هدايا إلى ضيوفها كل حسب مكانته ومنزلته الاجتماعية، وهذه الأسطر تفند رأي الدملوجي القائل بأنها شديدة الإمساك لا يفلت من يدها فلس، لكن ميان خاتون كانت تعرف من أين تؤكل الكتف، حتى في كرمها واهدائها تحسب ألف حساب، فعلى سبيل المثال تقديمها هدايا لمتصرف الموصل عبد العزيز في سبيل قطع راتب إسماعيل بك شقيقها والمنافس لولدها على عرش الامارة.
رغم أن ميان خاتون كانت لا تجيد القراءة والكتابة، الا انها كانت تؤمن بالحياة المدنية، فقد كانت تتردد على المدن والقصبات وتستقبل الوجهاء والمسؤولين، وحاولت أن تجد معلماً خاصاً لحفيدها (تحسين بك) ليتولى تثقيفه وتعليمه، وبالعكس من الكثير من رجال ذلك الوقت، عبرت عن رضائها وقبولها بمد التيار الكهربائي إلى مرقد لالش، وسعت إلى شمول منطقة الشيخان بالتيار الكهربائي ولم تمانع في فتح المدارس في المنطقة.
كانت ميان خاتون تحرص على سماع تراتيل وأدعية الديانة اليزيدية، بل أحياناً كانت تبعث في طلب رجال الدين لذلك الغرض.
توفيت عام 1956 في باعذرة. وحضر جمهور غفير في تشييعها، ودفن جثمانها في مقبرة الامارة بباعذرة، وكان في مقدمة المعزين من موظفي الدولة متصرف الموصل آنذاك الذي حضر مرتين جالباً معه في المرة الثانية برقية من ملك العراق إلى الأمير تحسين بك ليعزيه بوفاة جدته ميان خاتون.